# Jack Lake, Nipissing District
Jack Lake är en sjö i Kanada.   Den ligger i Nipissing District och provinsen Ontario, i den sydöstra delen av landet, 220 km väster om huvudstaden Ottawa. Jack Lake ligger 469 meter över havet. Arean är 0,21 kvadratkilometer. Den ligger vid sjön Longspur Lake. Den sträcker sig 0,9 kilometer i nord-sydlig riktning, och 0,6 kilometer i öst-västlig riktning.
I omgivningarna runt Jack Lake växer i huvudsak blandskog. Trakten runt Jack Lake är nära nog obefolkad, med mindre än två invånare per kvadratkilometer.